# Robert Bracker
Robert Bracker (* 11. Mai 1877 in München; † 16. Juli 1970 in Fürth) war ein deutscher Verwaltungsjurist und Landrat und in den Jahren von 1933 bis 1940 Präsident der Evangelischen Landessynode Bayerns.

## Leben
Nach dem Abitur 1896 am Wilhelmsgymnasium München absolvierte Robert Bracker ein Studium der Rechtswissenschaften an der Ludwig-Maximilians-Universität München (dort in der Studentenverbindung AGV München) und der Friedrich-Alexander-Universität Erlangen-Nürnberg. Er leistete seinen Militärdienst als Einjährig-Freiwilliger und anschließend in Speyer und München den dreijährigen Vorbereitungsdienst (Referendariat). 1904 folgte das Große juristische Staatsexamen und anschließende Verwendung als Akzessist bei der Regierung von Oberbayern. 1908 wurde er Assessor beim Bezirksamt Eggenfelden und 1911 in Landsberg am Lech. Bevor er Kriegsdienst leisten musste, war er als Assessor im Staatsministerium des Innern tätig. In der 15. Bayerischen Infanterie-Division war er Kommandeur der Pioniertruppe.
Zum 1. September 1918 wurden ihm Rang und Titel eines Regierungsrats verliehen und am 1. November 1919 zum Bezirksamtsvorstand (ab 1939 Landrat) des Bezirksamts Fürth (ab 1939 Landkreis Fürth) ernannt. In diesem Amt blieb er bis zu seiner Festnahme Ende April 1945 durch amerikanische Besatzungssoldaten und Internierung in Hersfeld bis August 1946.
Im Entnazifizierungsverfahren wurde er von der Spruchkammer Fürth als Mitläufer eingestuft, so dass er 1948 wieder in den Dienst eingestellt wurde. Gleichzeitig wurde er mit Rückwirkung vom 1. Mai 1945 in den Ruhestand versetzt. Diese Maßnahme war für die Versorgungsbezüge entscheidend.
Von 1924 bis 1933 war Bracker 1. Stellvertreter und von 1933 bis 1940 Präsident der evangelischen Landessynode in Bayern. Zum 1. Mai 1940 schied er nach Aufforderung durch das Reichsministerium des Innern aus dem Amt.
Er beantragte am 10. Mai 1940 die Aufnahme in die NSDAP und wurde zum 1. Juli desselben Jahres aufgenommen (Mitgliedsnummer 8.044.039).